# Biotski potencial
Biotski potencial je največja zmožnost rasti populacije v idealnih razmerah, torej z neomejenim prostorom in virom hrane ter odsotnostjo plenilcev in patogenov. V takih razmerah bi bilo povečevanje številčnosti eksponentno, odvisno samo od rodnosti. Izražamo ga lahko s prirastom v določenem času ali časom, v katerem se populacija podvoji.
V praksi lahko populacija doseže svoj biotski potencial kvečjemu za kratek čas, saj ga omejujejo zunanji dejavniki. Nosilna kapaciteta ekosistema je točka, na kateri se rast dokončno ustavi.